# Scatimus cribrosus
Scatimus cribrosus är en skalbaggsart som beskrevs av François Génier och Kohlmann 2003. Scatimus cribrosus ingår i släktet Scatimus och familjen bladhorningar. Inga underarter finns listade i Catalogue of Life.